# Alter Friedhof (Ludwigsburg)

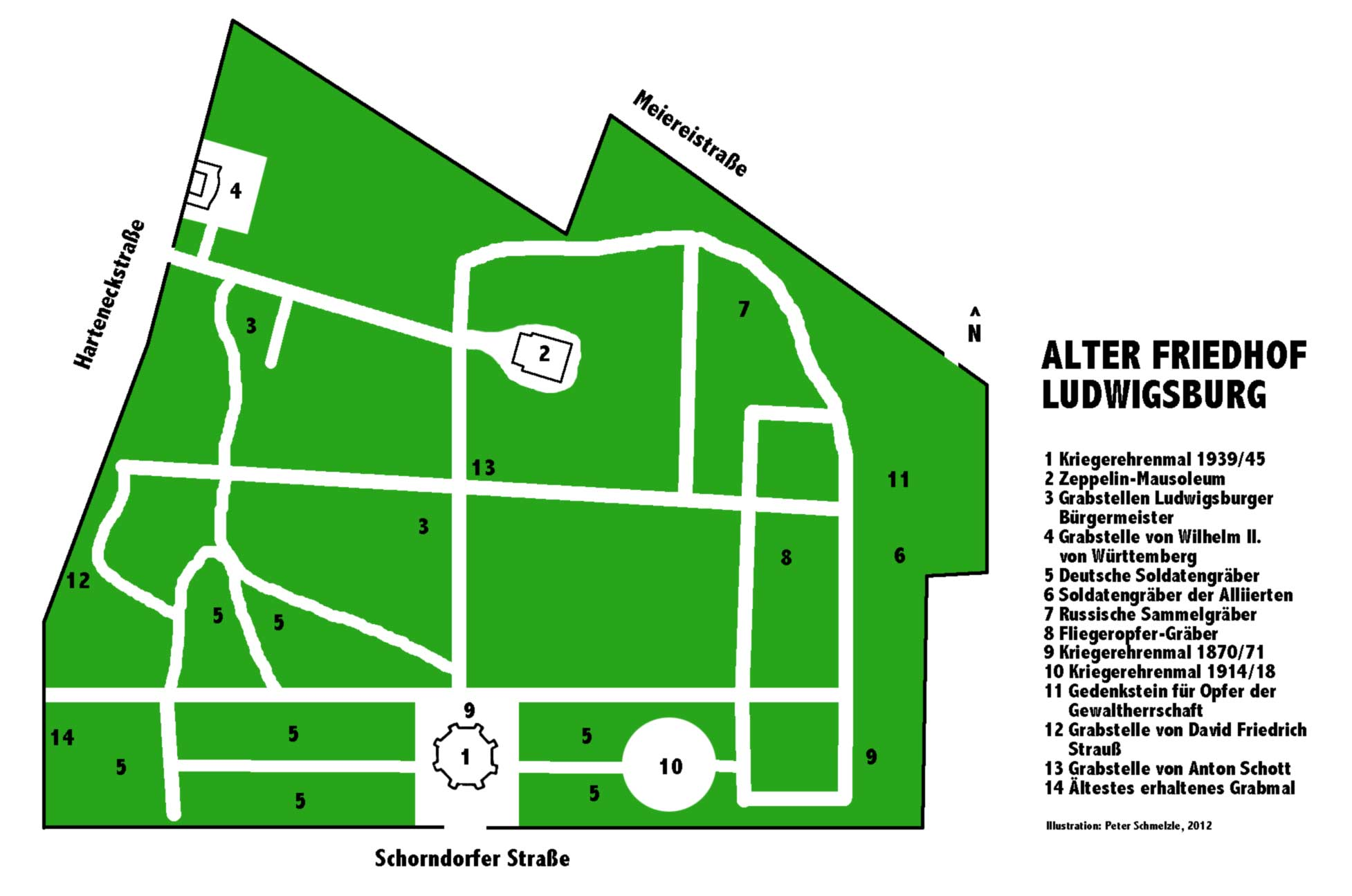
Plan des Alten Friedhofs in Ludwigsburg

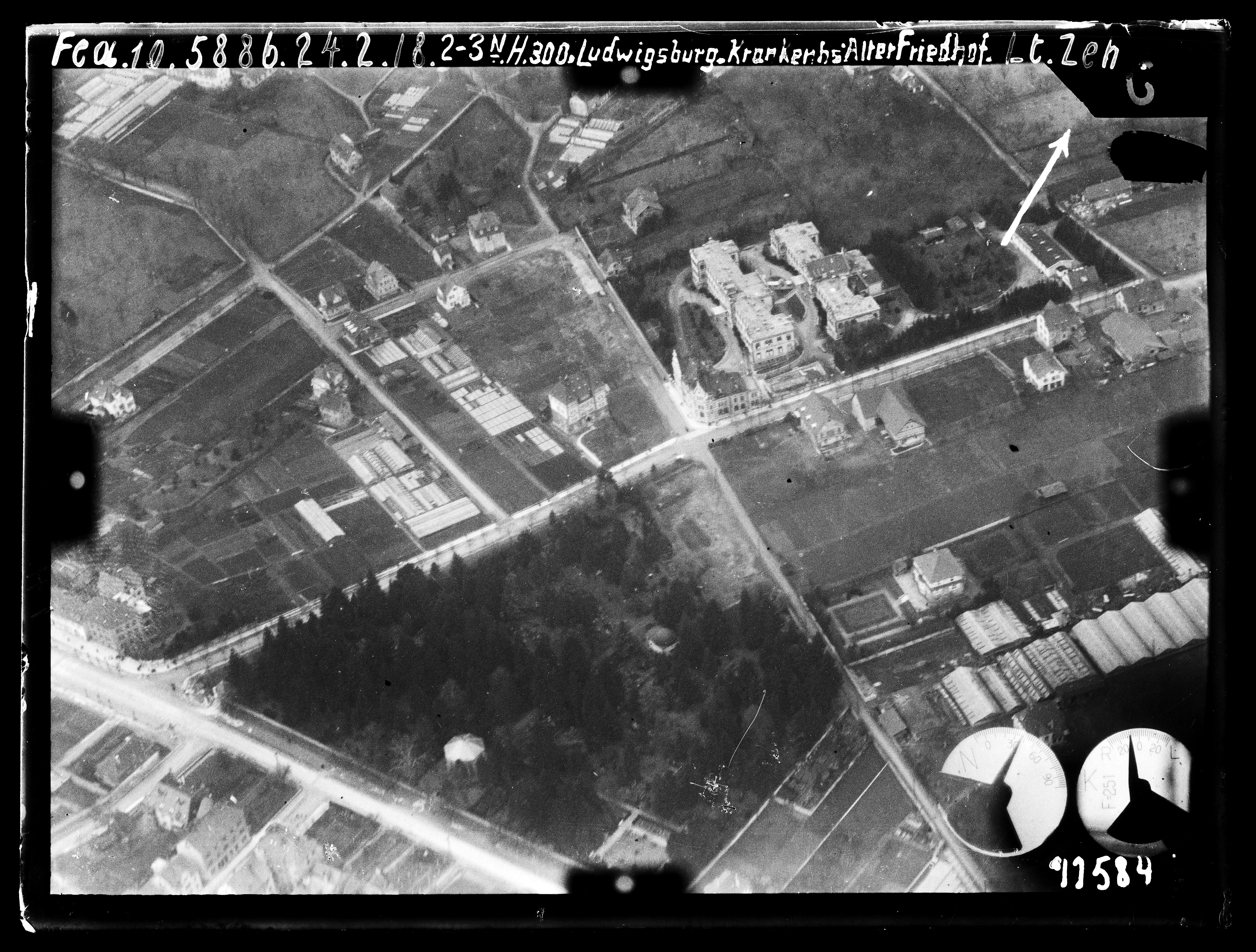
Luftbild des Friedhofs, Februar 1918

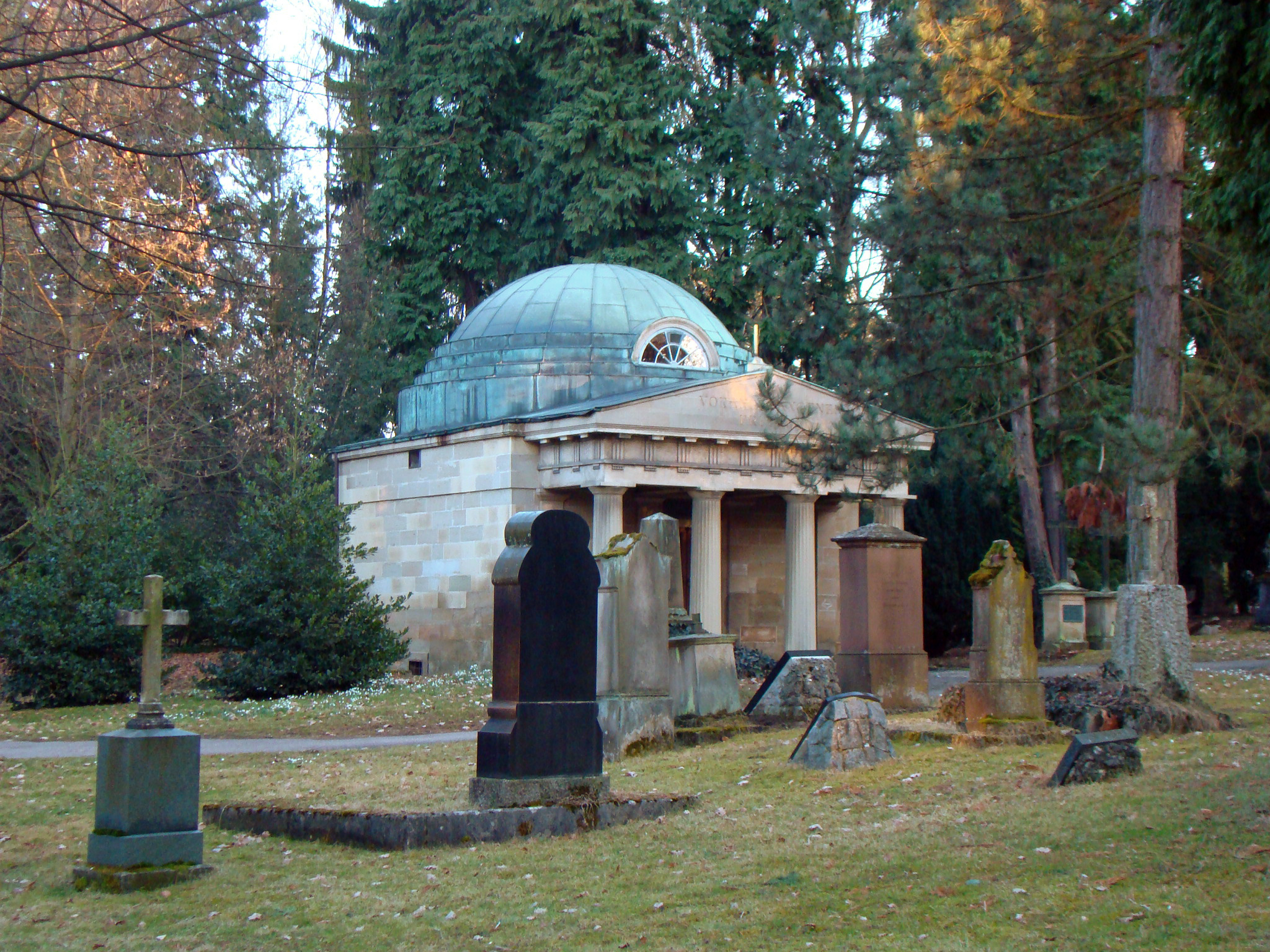
Zeppelin-Mausoleum

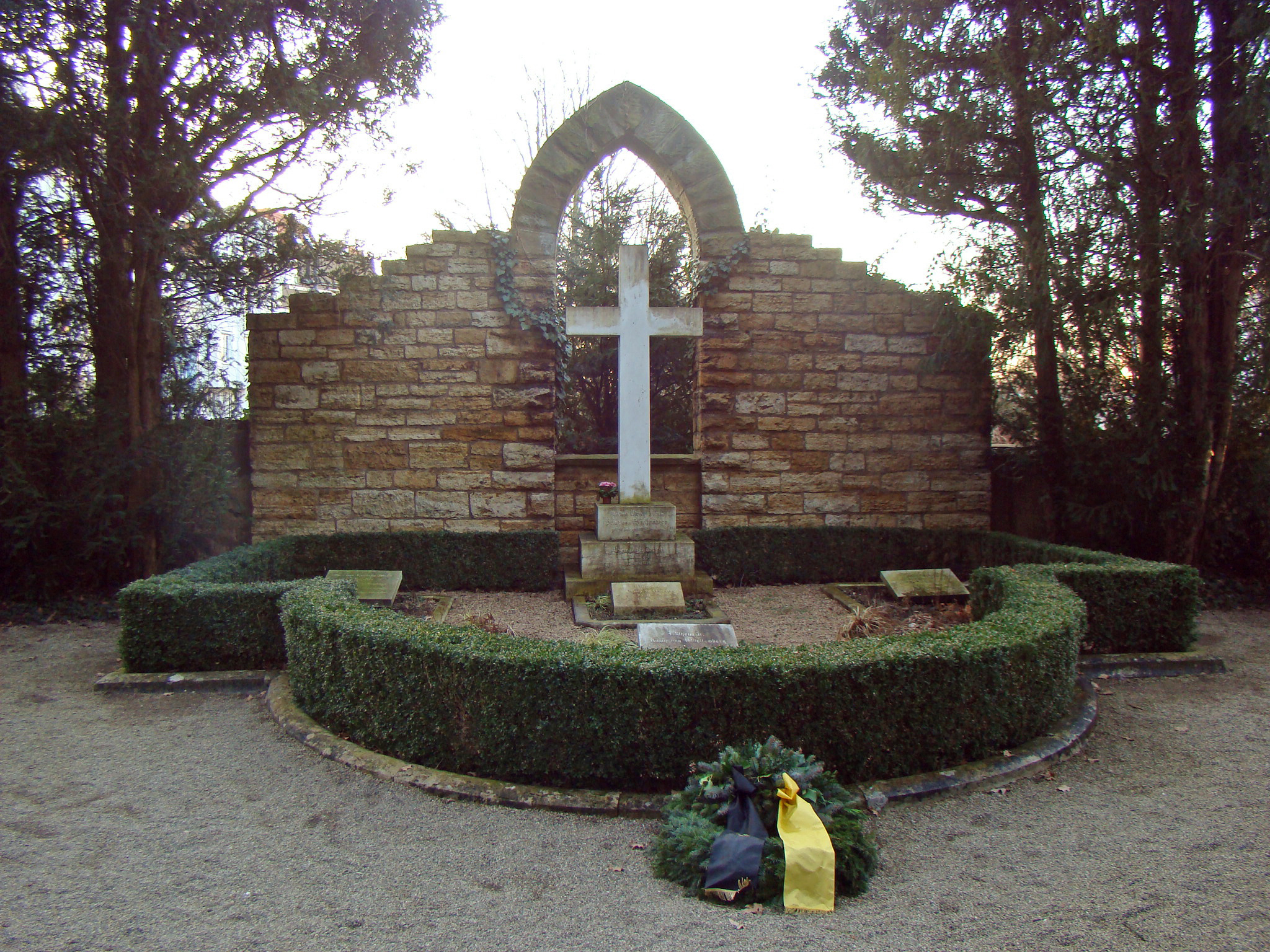
Grabstelle von König Wilhelm II. von Württemberg mit Familie

Der Alte Friedhof in Ludwigsburg weist zahlreiche Grabmale bedeutender Persönlichkeiten auf.

## Beschreibung
Der vor allem im 19. und frühen 20. Jahrhundert belegte Friedhof liegt im Winkel zwischen Schorndorfer Straße, Harteneckstraße und Meiereistraße. Bestattungen werden dort nicht mehr durchgeführt. Die erhaltenen Grabstellen sind die von württembergischen Honoratioren sowie verschiedene Soldatengräber. Die Friedhofskapelle wurde zu einem Ehrenmal für die Opfer des Zweiten Weltkriegs umgestaltet, östlich davon befindet sich ein Ehrenmal für die Opfer des Ersten Weltkriegs, das Kriegerehrenmal 1914/18. Verschiedene Tafeln und Gedenksteine erinnern an die Teilnehmer des Krieges 1870/71, an die Opfer von Gewaltherrschaft sowie an die Toten der 260. Infanterie-Division.
Die bedeutendste Grabstelle ist die des württembergischen Königs Wilhelm II. (1848–1921), der in einem Erdgrab im Nordwesten der Anlage bei seiner ersten Frau Marie zu Waldeck und Pyrmont (1857–1882), seiner zweiten Frau Charlotte zu Schaumburg-Lippe (1864–1946) und seinem jung verstorbenen Sohn Ulrich aus erster Ehe begraben liegt.
Die aufwändigste Grabstelle ist das Mausoleum für den Reichsgrafen und Staatsminister Johann Karl von Zeppelin (1766–1801). Den Reliefschmuck Der Vollendete schuf Philipp Jakob Scheffauer, die Figur Trauernde Freundschaft schuf Johann Heinrich Dannecker.
Zu den weiteren bedeutenden Persönlichkeiten, die auf dem Alten Friedhof bestattet wurden, zählen der Schriftsteller David Friedrich Strauß (1808–1874), der Sänger Anton Schott (1846–1913), der Rittmeister und Ehrenritter des Johanniterordens Maximilian von Gaisberg-Schöckingen (1821–1913), der Politiker Fidel von Baur-Breitenfeld (1805–1882) und dessen Sohn, der Diplomat Fidel von Baur-Breitenfeld, der Generaladjutant Heinrich von Molsberg (1832–1909), der Orgelbauer Eberhard Walcker (1850–1926), der Erfinder des Phosphorzündholzes, Jakob Friedrich Kammerer (1796–1857), der Generalleutnant Friedrich Reinhard von Roeder (1780–1867) und der General der Infanterie Kurt von Greiff (1876–1945) sowie mehrere Oberbürgermeister von Ludwigsburg.
Unmittelbar am Friedhof befindet sich der Alte jüdische Friedhof, auf dem die erste Beisetzung 1870 stattfand.

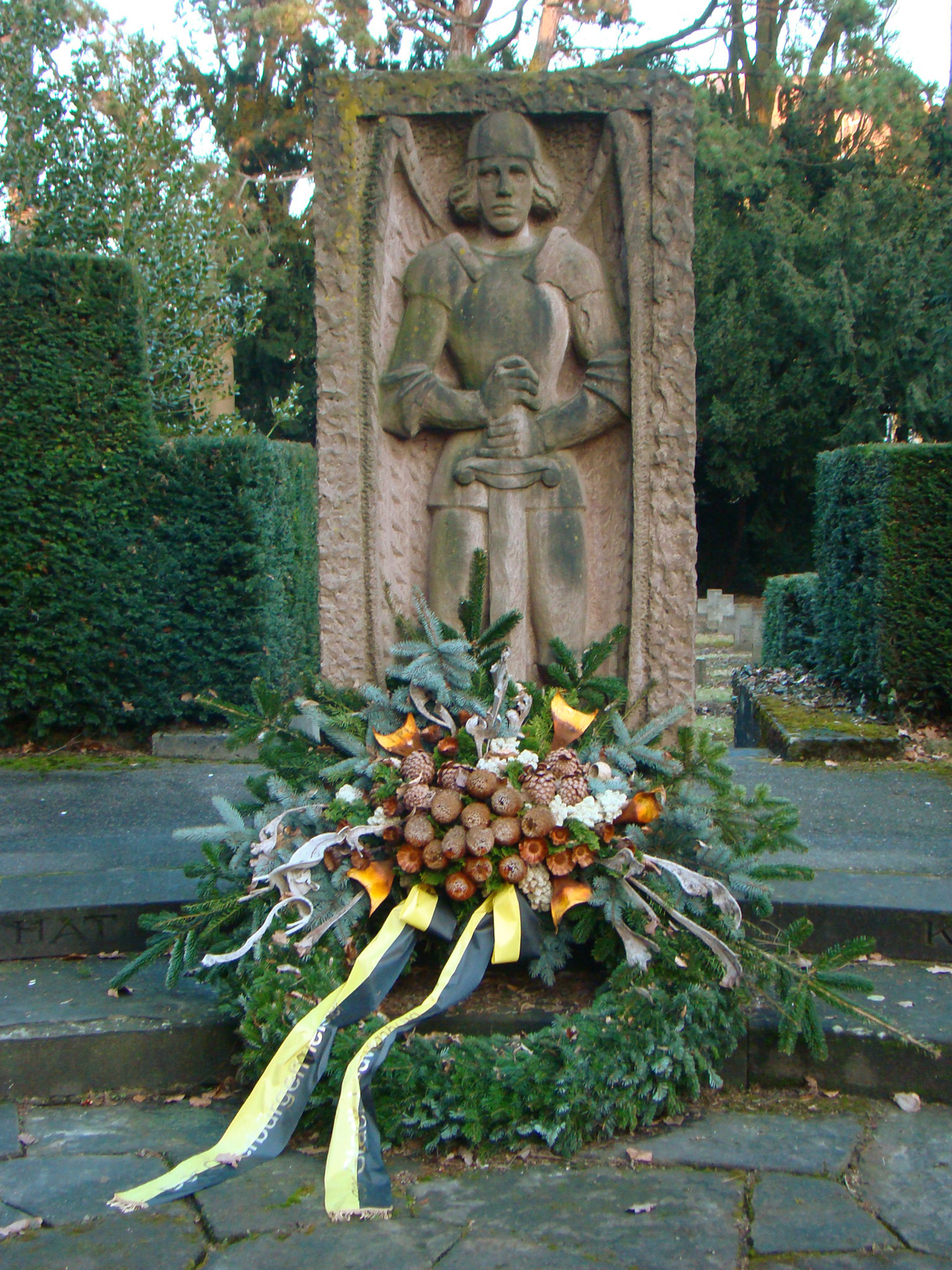
Kriegerehrenmal 1914/18
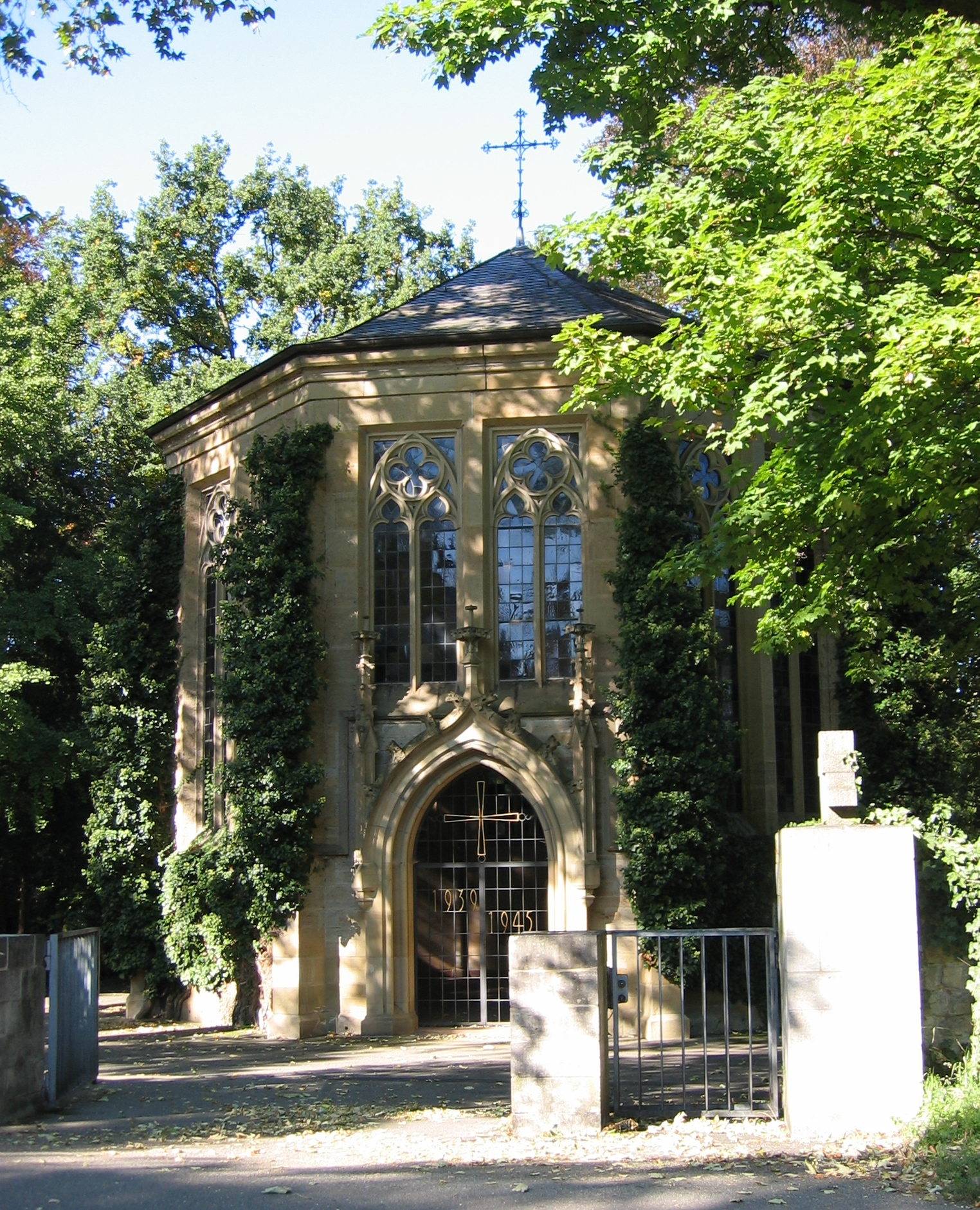
Aussegnungshalle 1939/45
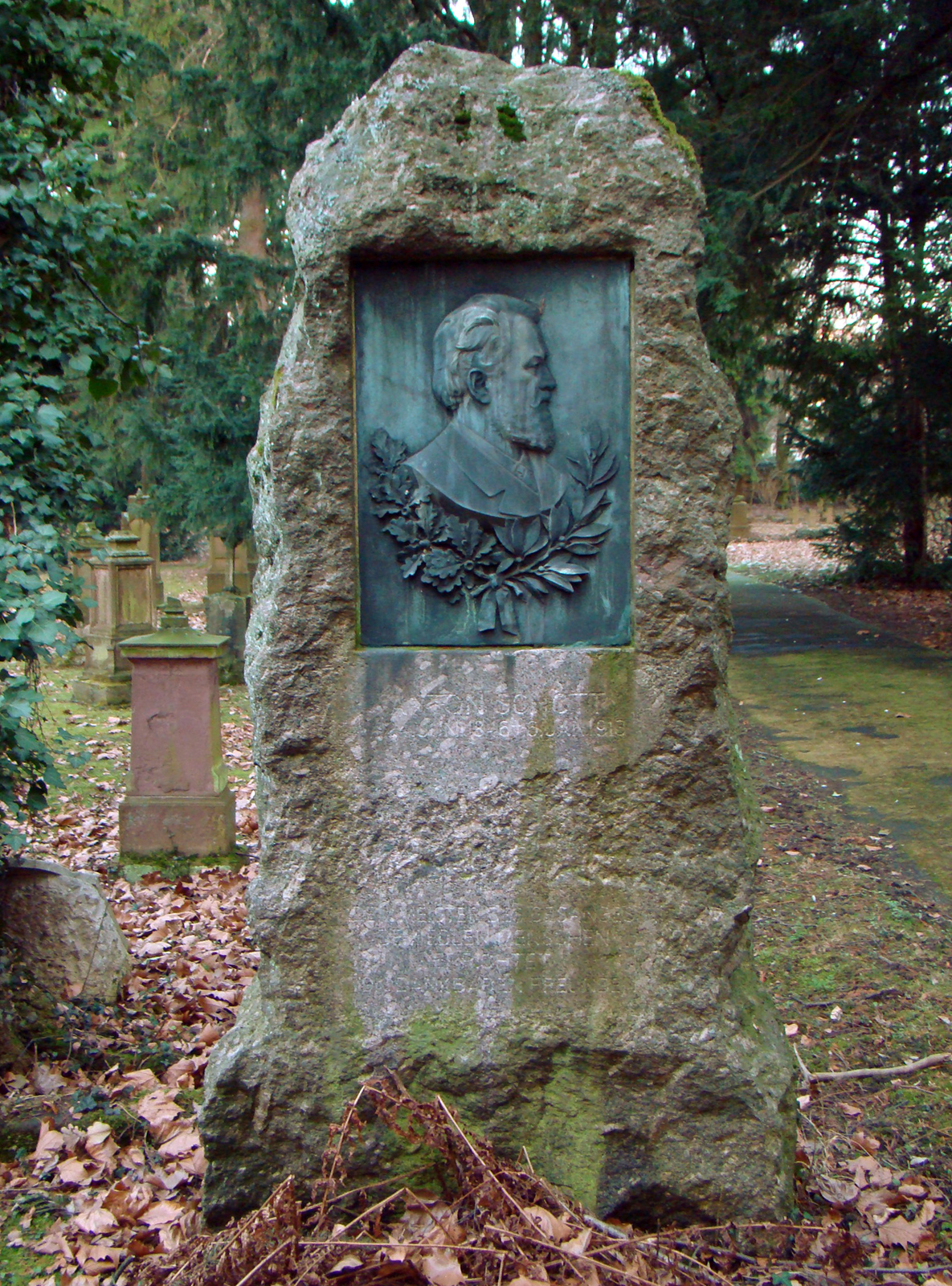
Grabmal von Anton Schott
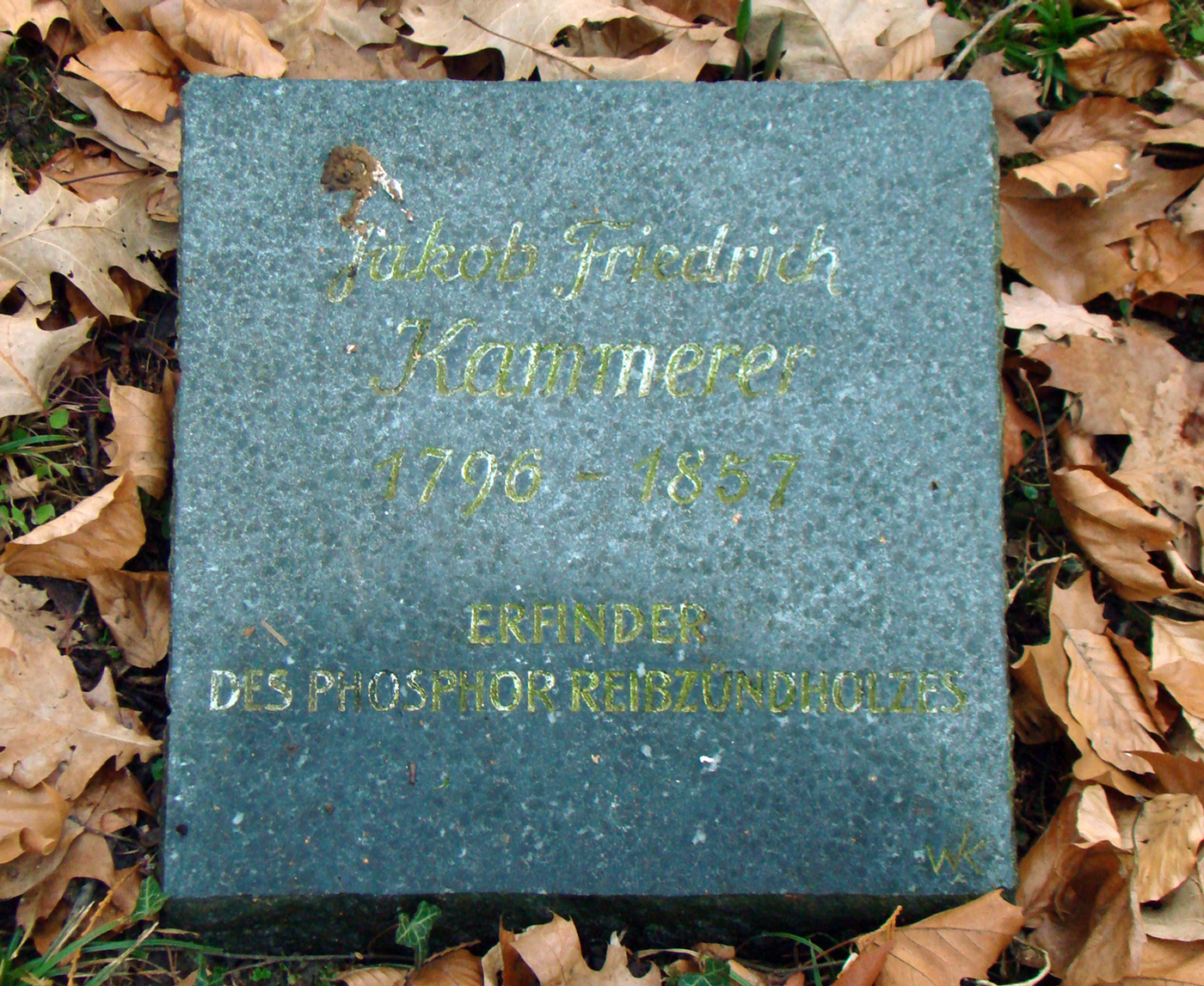
Grabstelle von Jakob Friedrich Kammerer
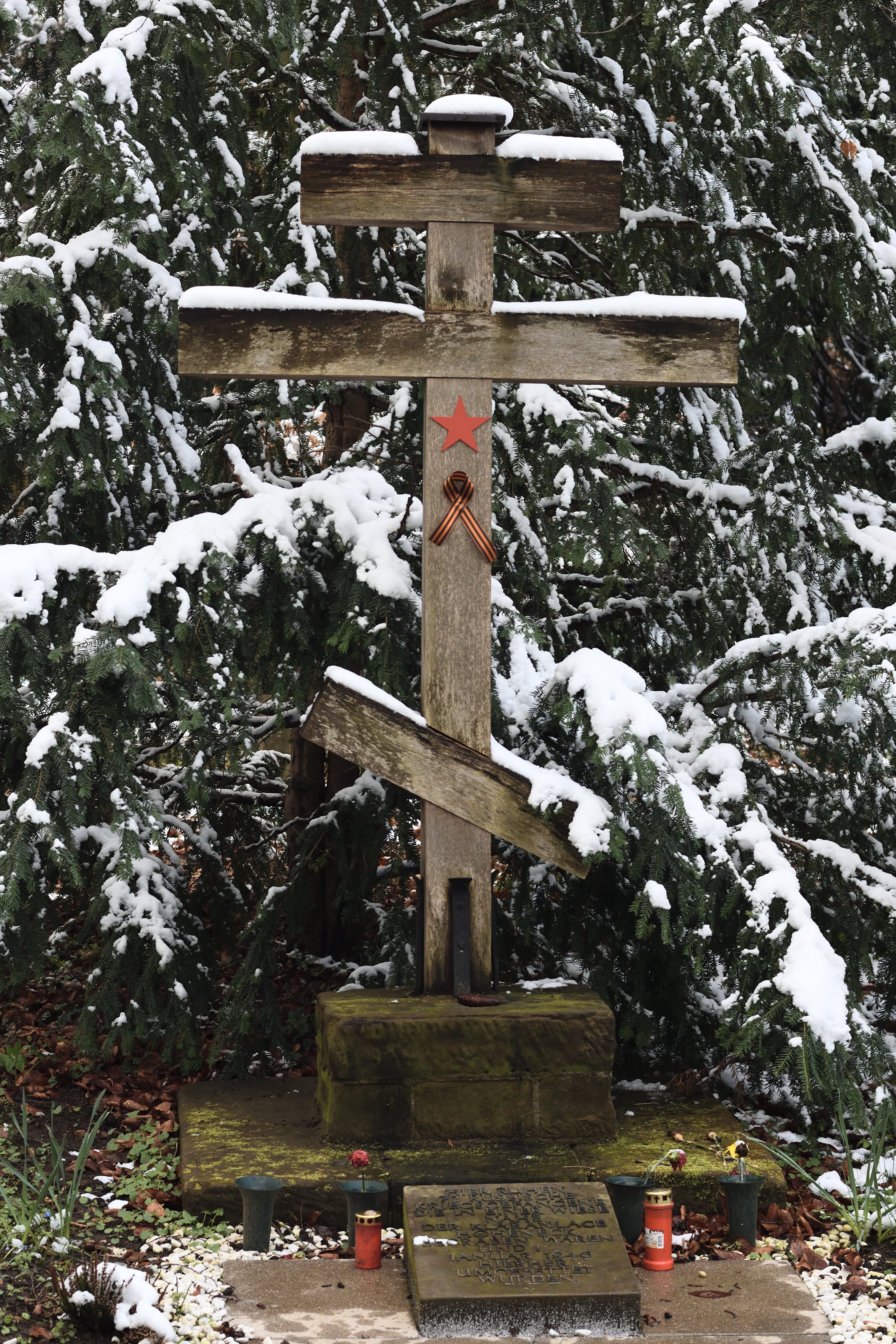
Grabstelle von 1946 für 72 russische Kriegsgefangene

## Kriegerehrenmale

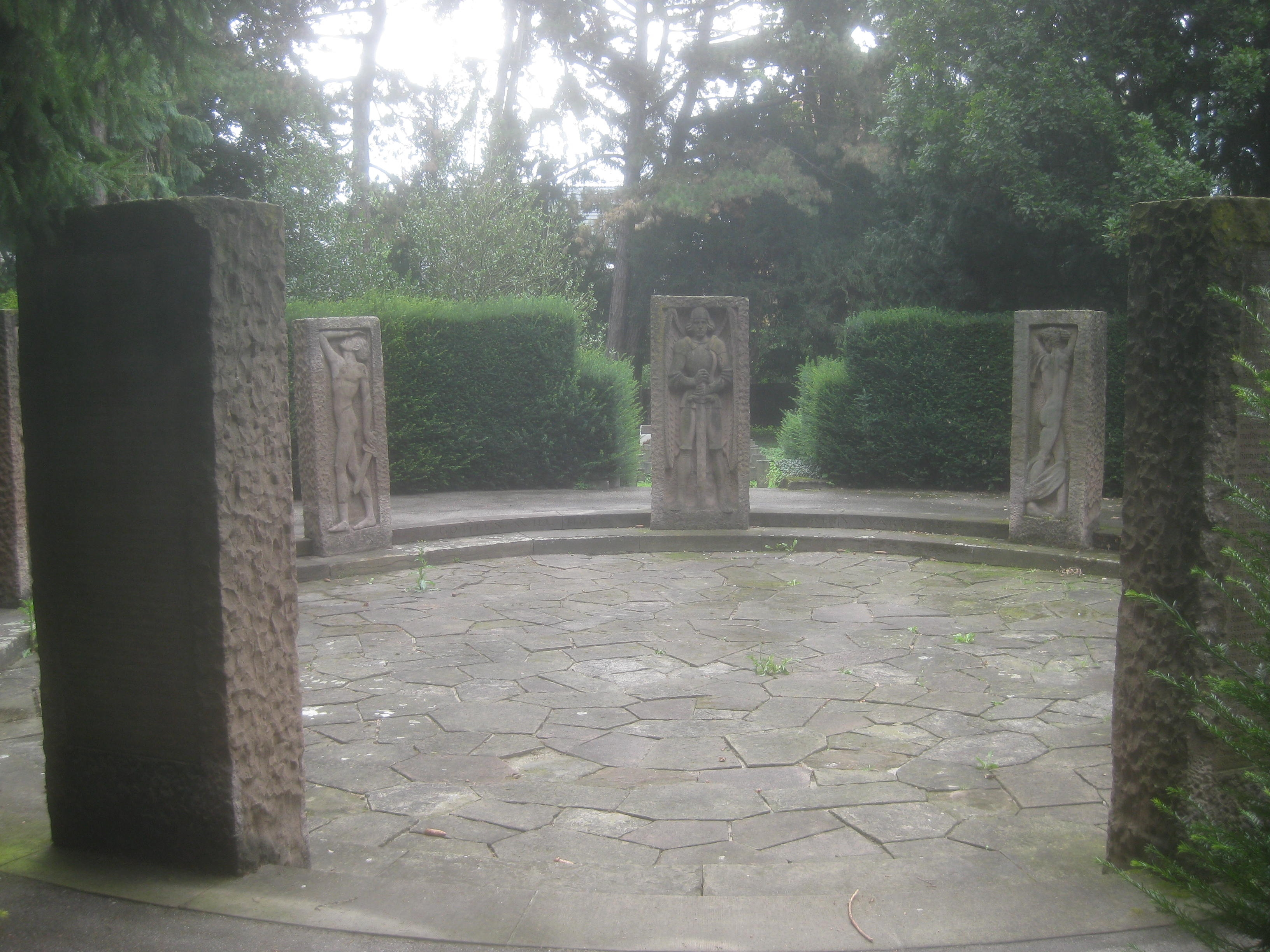
Blick von Westen auf das Kriegerehrenmal 1914/18, mittlere Stele: Erzengel Michael.

Wenn man den Friedhof über den Eingang an der Schorndorfer Straße betritt, trifft man auf das Kriegerehrenmal 1939/45, eine 1868 geweihte, neugotische Friedhofskapelle, die 1957 zu einem Kriegerehrenmal umgestaltet wurde. Links führt der Weg zu dem Ehrenmal der 260. Infanterie-Division, rechts erreicht man nach 40 Metern das Kriegerehrenmal 1914/18 (Ludwigsburg). An der nordöstlichen Ecke des Gräberfelds folgt schließlich das Kriegerehrenmal 1870/71.
Eine Erinnerungstafel der Stadt Ludwigsburg für „diejenigen ihrer Söhne, welche im Kampfe für das Vaterland im Jahre 1870 ihr Leben gelassen haben“ befindet sich an der Rückseite der Kapelle. In der Südostecke des Friedhofs steht ein Gedenkkreuz mit der Inschrift „A la Mémoire des Soldats français décédés en 1870–1871“ (zur Erinnerung an die 1870–1871 gefallenen französischen Soldaten).